# Xenoclostera argyrocraspeda
Xenoclostera argyrocraspeda är en fjärilsart som beskrevs av Sergius G. Kiriakoff 1970. Xenoclostera argyrocraspeda ingår i släktet Xenoclostera och familjen tandspinnare. Inga underarter finns listade i Catalogue of Life.